# Moustapha Seck
Moustapha Seck (Dakar, 23 febbraio 1996) è un calciatore senegalese, difensore del Neftçi Baku.

## Carriera

### Club

#### Inizi
Nato in Senegal, ha iniziato a giocare nelle giovanili del Barcellona, nel 2013 viene acquistato dalla Lazio, dove viene aggregato alla formazione Primavera.

#### Roma e prestiti
Nel 2016 si trasferisce ai concittadini della Roma, esordisce con i giallorossi l'8 dicembre dello stesso anno, nell'incontro pareggiato per 0-0 in casa dei rumeni dell'Astra Giurgiu, valido per la fase a gironi di Europa League. Questa sarà la sua unica presenza con la Roma, poiché successivamente giocherà in prestito in Serie B con Carpi, Empoli, Novara e Livorno e, per una stagione, anche nella seconda divisione olandese all'Almere City.

#### Leixões
Il 9 ottobre 2020 viene ceduto a titolo definitivo al Leixões, formazione militante nella seconda divisione portoghese. In due stagioni totalizza 53 presenze e una rete.

#### Portimonense
Il 17 giugno 2022 viene acquistato dalla Portimonense, squadra di Primeira Liga.

## Statistiche

### Presenze e reti nei club
Statistiche aggiornate al 31 agosto 2024.
| Stagione            | Squadra             | Campionato          | Campionato | Campionato | Coppe nazionali | Coppe nazionali | Coppe nazionali | Coppe continentali | Coppe continentali | Coppe continentali | Altre coppe | Altre coppe | Altre coppe | Totale | Totale |
| Stagione            | Squadra             | Comp                | Pres       | Reti       | Comp            | Pres            | Reti            | Comp               | Pres               | Reti               | Comp        | Pres        | Reti        | Pres   | Reti   |
| ------------------- | ------------------- | ------------------- | ---------- | ---------- | --------------- | --------------- | --------------- | ------------------ | ------------------ | ------------------ | ----------- | ----------- | ----------- | ------ | ------ |
| 2016-gen. 2017      | Roma                | A                   | 0          | 0          | CI              | 0               | 0               | UCL+UEL            | 0+1                | 0                  |             | -           | -           | 1      | 0      |
| gen.-giu. 2017      | Carpi               | B                   | 3          | 0          | CI              | -               | -               |                    | -                  | -                  |             | -           | -           | 3      | 0      |
| 2017-gen. 2018      | Empoli              | B                   | 6          | 0          | CI              | 1               | 0               |                    | -                  | -                  |             | -           | -           | 7      | 0      |
| gen.-giu. 2018      | Novara              | B                   | 7          | 0          | CI              | -               | -               |                    | -                  | -                  |             | -           | -           | 7      | 0      |
| 2018-2019           | Almere City         | 1D                  | 27+2       | 0          | CO              | 2               | 0               |                    | -                  | -                  |             | -           | -           | 31     | 0      |
| gen.-giu. 2020      | Livorno             | B                   | 11         | 0          | CI              | -               | -               |                    | -                  | -                  |             | -           | -           | 11     | 0      |
| 2020-2021           | Leixões             | SL                  | 17         | 0          | CP              | 1               | 0               |                    | -                  | -                  |             | -           | -           | 18     | 0      |
| 2021-2022           | Leixões             | SL                  | 32         | 1          | CP+CdL          | 2+1             | 0               |                    | -                  | -                  |             | -           | -           | 35     | 1      |
| Totale Leixões      | Totale Leixões      | Totale Leixões      | 49         | 1          |                 | 4               | 0               |                    | -                  | -                  |             | -           | -           | 53     | 1      |
| 2022-2023           | Portimonense        | PL                  | 29         | 0          | CP+CdL          | 1+3             | 0               |                    | -                  | -                  |             | -           | -           | 33     | 0      |
| 2023-2024           | Portimonense        | PL                  | 20         | 0          | CP+CdL          | 1+2             | 0               |                    | -                  | -                  |             | -           | -           | 23     | 0      |
| ago. 2024           | Portimonense        | PL                  | 2          | 0          | CP+CdL          | -               | -               |                    | -                  | -                  |             | -           | -           | 2      | 0      |
| Totale Portimonense | Totale Portimonense | Totale Portimonense | 51         | 0          |                 | 7               | 0               |                    | -                  | -                  |             | -           | -           | 58     | 0      |
| ago. 2024           | Neftçi Baku         | PL                  | 2          | 0          | CA              | -               | -               |                    | -                  | -                  |             | -           | -           | 2      | 0      |
| Totale carriera     | Totale carriera     | Totale carriera     | 158        | 1          |                 | 14              | 0               |                    | 1                  | 0                  |             | -           | -           | 173    | 1      |